# Druk Phuntsho
Druk Phuntsho foi um Desi Druk do Reino do Butão, reinou de 1763 até 1765. Foi antecedido no trono por Sherab Wangchuck, tendo-lhe seguido Druk Tendzin I.